# Делавер (Ајова)
Делавер (енгл. Delaware) град је у америчкој савезној држави Ајова. По попису становништва из 2010. у њему је живело 159 становника.

## Демографија
Према попису становништва из 2010. у граду је живело 159 становника, што је -29 (-15.4%) становника више него 2000. године.
| Група             | 2000.       | 2010.       |
| Белци             | 186 (98,9%) | 157 (98,7%) |
| Афроамериканци    | 0 (0,0%)    | 0 (0,0%)    |
| Азијати           | 0 (0,0%)    | 0 (0,0%)    |
| Хиспаноамериканци | 2 (1,1%)    | 1 (0,6%)    |
| Укупно            | 188         | 159         |